# Антоненко Петро Якович
Петро́ Я́кович Анто́ненко (нар. 24 червня 1948, с. Авдіївка Куликівського району Чернігівської області) — український журналіст, просвітянин. Член Національної спілки журналістів України (з 1989 р.), лауреат міжнародних і національних журналістських і літературних премій.
Засновник і головний редактор чернігівської обласної газети «Світ-інфо», чернігівської обласної літературно-мистецької газети «Струна».

## Біографія
Народився 24 червня 1948 року в селі Авдіївка Куликівського району Чернігівської області. Працював робітником, служив у армії.
Вищу освіту здобув на факультеті журналістики Київського державного університету імені Т. Шевченка (1983). З 1974 по 1995 працював у газеті «Поліська правда» в смт Куликівка.
В 1992 разом з колегами засновують журнал «Чернігів» (з 1993 виходить під назвою «Літературний Чернігів»).
В 1993—2006 рр. — головний редактор газети «Сіверщина», з 2006 — заступник головного редактора всеукраїнського культурологічного тижневика «Слово Просвіти». Член Польсько-українського клубу журналістів «Без упереджень».
У 2011 зареєстрував і з 2012 випускає чернігівську обласну газету «Світ-інфо».
Засновник і редактор чернігівської обласної літературно-мистецької газети «Струна» (виходить з листопада 2020).
Член Народного руху України (1993—1999), Української народної партії (1999—2010), Всеукраїнського товариства «Просвіта» ім. Тараса Шевченка (з 1991).

## Творчість
Книги Петра Антоненка:
- «Бабине літо» (Чернігів, 1994), проза
- «Свіча» (Чернігів, 2001), до якої увійшли твори з першої книги, повість «Вересень» і поезії
- «Стріла» (Чернігів, 2017), яка повністю відтворила книгу «Свіча», а також додано іншу прозу і поезії (це частини перша і друга цього видання).
- «Вечірнє танго», проза, поезія / П. Я. Антоненко. — Чернігів: ПАТ «ПВК „Десна“», 2023. — 312 с. ISBN 978-966-502-651-8

## Відзнаки
- Лауреат літературної премії імені Б. Грінченка (1992).
- Лауреат Чернігівської обласної літературно-мистецької премії імені Михайла Коцюбинського (1997).
- Лауреат міжнародної премії журналістики ім. В. Стуса (1999),
- Лауреат Премії ім. Анатолія Погрібного (2012)[5]